# Синема Сити
„Синема Сити Интернешънъл“, или по-кратко „Синема Сити“, е международна кинокомпания със седалище в Ротердам.
Тя е най-големият оператор на киносалони в Израел, Източна и Централна Европа, както 3-ти сред най-големите кинооператори за Европа като цяло.
Компанията разполага с над 90 мултиплекса и над 900 екрана в 7 страни: Израел, България, Румъния, Полша, Унгария, Чехия и Словакия. Докато в Европа компанията оперира под името „Синема Сити“, израелските киносалони носят наименованията „Йес Планет“ и „Рав-Шен“.

## История

### Израел
Семейство Грейдингер, мажоритарни собственици на „Синема Сити Интернешънъл“, започват бизнеса си в град Хайфа.
Моше Грейдингер започва строежа на първия си киносалон през 1929 година, като 2 години по-късно го отваря. През 1935 г. отваря следващото кино – „Армон синема“ в Хайфа, помещаващо се в ар деко сграда с капацитет 1800 седящи места. Тогава киното се нарежда сред най-предпочитаните места за забавление в града. Поради големия му капацитет е било домакин на изпълнения на Израелския филхармоничен оркестър и н Израелската опера.
През 1958 г. отваря кино „Рав-Шен“ в Тел Авив. След около 10 години семейството учредява компанията „Форум Филм“, занимаваща се с дистрибуция на филми. През 1982 г. е открит първият мултиплекс – в търговски център „Дизенгов“ в Тел Авив.

### Европа
През 1997 г. е поставено началото на международното разширение на компанията: отворено е първото кино на компанията в Будапеща, само 8 години по-късно тя се превръща в най-големия мултиплекс оператор в Унгария. През 1999 г. е отворено кино в Полша и към 2005 г. същата страна има 12 мултиплекса. Компанията оперира мултиплексни кина също в България, Румъния и Словакия.
Международното бизнес разширяване на „Синема Сити Интернешънъл“ започва през 1997 г., като отваря първото си кино в Будапеща, Унгария, а през 2005 г. се открива най-големият кино комплекс в Унгария. През 1999 г. компанията се разширява и в Полша, като до 2005 г. там има 12 кинокомплекса. Същата година отваря първия кинокомплекс в Прага, Чехия. Разширяването им достига и до България, Румъния и Словакия. През 2005 г. „Синема Сити Интернешънъл“ отваря офис в Будапеща, Унгария. Компанията има подписани договори с „Дисни“, „Спайглас“ и „Револутънари Релийзинг“. През първите 6 месеца на 2006 г. става 2-та по големина кинокомпания в Унгария.